# Fäbodtjärnen (Skorpeds socken, Ångermanland)
Fäbodtjärnen är en sjö i Örnsköldsviks kommun i Ångermanland och ingår i Nätraåns huvudavrinningsområde. Sjön är 21,5 meter djup, har en yta på 0,118 kvadratkilometer och är belägen 317,7 meter över havet. Sjön avvattnas av vattendraget Glöggbäcken.

## Delavrinningsområde
Fäbodtjärnen ingår i det delavrinningsområde (703001-159427) som SMHI kallar för Utloppet av Fäbodtjärnen. Medelhöjden är 329 meter över havet och ytan är 0,47 kvadratkilometer. Räknas de 6 avrinningsområdena uppströms in blir den ackumulerade arean 4,95 kvadratkilometer. Glöggbäcken som avvattnar avrinningsområdet har biflödesordning 2, vilket innebär att vattnet flödar genom totalt 2 vattendrag innan det når havet efter 76 kilometer. Avrinningsområdet består mestadels av skog (74 procent). Avrinningsområdet har 0,12 kvadratkilometer vattenytor vilket ger det en sjöprocent på 25,5 procent.